# Tammuz (divinità)

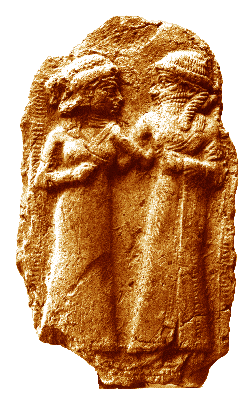
Il matrimonio di Ishtar e Tammuz

Tammuz (arabo تمّوز = Tammūz; ebraico תמוז = Temwtz, accadico ỾỾ = Duʾzu o Dūzu) è la divinità sumerica Dumuzi (Dumu-zi-Abzu), il cui culto si diffuse in tutto l'oriente mediterraneo, inclusa la Grecia, dove prese il nome di Adone. Grazie alla vasta documentazione rinvenuta dagli archeologi, i culti legati al dio Dumuzi/Tammuz si possono ricostruire con molta precisione. Tammuz è il paredro della dea della fertilità Inanna/Ishtar/Astarte, la cui morte e risurrezione rappresentava il periodico rigenerarsi della vegetazione a primavera.
Il nome accadico/babilonese Tammuz si è mantenuto fino ai nostri giorni nelle lingue semitiche, indicando il decimo mese del calendario ebraico (giugno/luglio ca.) ed il mese di luglio del calendario Gregoriano in lingua araba.

## Il culto
Tra le rappresentazioni di Dumuzi è particolarmente conosciuta quella del dio pastore, celebrato dagli allevatori di pecore che lo dicevano figlio di Duttur, la personificazione divina della pecora. Mentre gli allevatori di bovini lo dicevano figlio di Ninsûna, la personificazione divina dei bovini selvatici. La rinascita della vegetazione in primavera e la floridità dei pascoli era infatti la base di quelle economie.
Da alcuni testi appare una forma del dio chiamato "Dumuzi del grano", legato all'agricoltura ma in particolar modo alla fabbrica della birra di grano, attività nata nella civiltà sumero-accadica.
Ancora, una forma del culto lo vede come il "dio bambino", Damu, da collegare alla venerazione dei coltivatori degli alberi da frutta nel basso Eufrate. La mitologia di Damu si distacca parzialmente da quella generale di Dumuzi, non prevede i riti del matrimonio ma è particolarmente importante il rito della ricerca del dio morto.
I culti e la figura di Dumuzi sono strettamente legati a quelli della dea Inanna (Ishtar). Il matrimonio tra il giovane dio e la dea dell'amore era celebrato e messo in scena sacralmente ogni anno. La coppia Inanna - Dumuzi, oltre al mito, venne celebrata nella letteratura non religiosa come esemplare di una relazione amorosa.

### Il Corteggiamento nelle liriche
Inanna e Dumuzi si incontrano la prima volta, e si innamorano, passa una giornata prima che si possano rivedere, così canta Inanna:
Io, Inanna, ho atteso tutto il tempo, fin da ieri

ho atteso tutto il tempo, ho danzato

ho cantato tutto il giorno, fino a sera,

mi ha conosciuto! Mi ha conosciuto!

Il nobile, il pari di An mi ha conosciuto.

Il nobile ha preso la mia mano nella sua.

Ushumgalanna ha messo il suo braccio attorno alle mie spalle.

Dove mi stai portando? Toro selvaggio,

lasciami andare, devo tornare a casa!

Pari di Enlil, lasciami andare, devo tornare a casa!

Che bugia racconterò a mia madre?

Che bugia racconterò a Ningal?»

### Il matrimonio sacro
Rito centrale nel culto di Dumuzi è il matrimonio sacro, il rito assume aspetti e significati differenti per le diverse comunità che lo celebravano. Per i coltivatori di alberi da frutto il matrimonio rappresentava la pienezza della stagione, il momento della raccolta, il banchetto nuziale ricco e pieno di ogni genere disponibile, anche di ciò che non poteva essere conservato durante la stagione invernale. Per gli allevatori di bestiame l'enfasi andava invece sull'accoppiamento, impersonato da attori umani il rito di fertilità faceva coincidere la potenza generatrice del divino con l'atto sessuale.

### Lutto Rituale
La morte del dio è comune a tutti i miti di Dumuzi (o Damu), ma è differente nei diversi testi rinvenuti. I motivi per la morte del dio restano genericamente vaghi.
Iniziando col solstizio d'estate veniva celebrato un periodo di lutto nell'Antico Vicino Oriente come nell'Egeo: i Babilonesi ritenevano che l'accorciarsi delle giornate e l'attenuarsi della calura estiva coincidesse con la "morte" del dio e celebravano un "funerale" che durava sei giorni, periodo di lutto che veniva ancora osservato dinanzi al Tempio di Gerusalemme, per l'orrore del profeta riformatore Ezechiele:
"Quindi egli mi condusse alla soglia del cancello della casa del Signore, che era rivolto verso nord; e a presidio là sedevano donne che piangevano per Tammuz. Dunque egli mi disse, 'Hai tu visto questo, O figlio dell'uomo? Voltati ancora, e vedrai abominazioni ancor più grandi di queste" — Ezechiele 8.14-15.
In Babilonia, il mese di Tammuz fu così chiamato in onore del dio eponimo, derivato dal dio-pastore Sumero, chiamato Dumuzi o Dumuzid, consorte della dea Inanna e nella parallela forma accadica marito di Ishtar, l'assiro Adonis, acquisito nel pantheon greco. Il nome "Tammuz" sembra sia derivato dalla forma Accadica "Tammuzi", basata sull'antico Sumero Damu-zid. La successiva versione standard Sumera, Dumu-zid nel passaggio divenne Dumuzi in Accadico.
Nel famoso poema Discesa di Inanna negli Inferi il dio Dumuzi viene sacrificato in vece della dea.
Nel poema "Il sogno di Dumuzi", il dio ha una premonizione del proprio destino e chiede a tutti gli esseri della natura di lamentarlo. Il dio ha diversi sogni che preconizzano la sua morte, secondo tali sogni una banda di briganti lo avrebbe ucciso lungo una strada, nonostante ciò spera di sfuggire al destino. In più occasioni, quando il dio è catturato e tutto sembra perso si rivolge ad un'altra divinità, Utu, e riesce a sfuggire. Al termine della vicenda, cercando rifugio in un ovile senza protezioni nel deserto, i suoi inseguitori lo raggiungono ed il destino si compie. Alla morte del dio seguono le lamentazioni e la disperata ricerca da parte della sorella Geshtinanna, parzialmente ciò ricorda il mito egiziano di Iside e Horus ma il ritorno alla vita del dio, in questo caso Damu, è riportato in una sola composizione.

## Il Mito
Nella Lista reale sumerica compare un "Dumuzi il Pescatore, la cui città era Kua, regnò 100 anni"  secondo sovrano della prima dinastia di Uruk, il cui regno fu intermedio tra quello di Lugalbanda e quello di Gilgamesh, ritenuto figlio di Lugalbanda; una situazione non spiegata nei testi conosciuti. Né viene spiegato come in altri testi Dumuzi sia sempre un pastore e non un pescatore. Nel poema del ciclo epico sumerico a lui dedicato, le caratteristiche divine di Dumuzi si sovrappongono alle sue caratteristiche di sovrano (impegnato, in particolare, nello scontro tra Uruk e Aratta).

La lista reale elenca un "divino Dumuzid il pastore" (re di Bad-tibira) come quinto dei re che regnarono (dagli inizi) in Eridu prima del Diluvio. Ma Eridu, circondata da laghi e specchi d'acqua dolce, è esattamente il posto dove ci si aspetterebbe di trovare un pescatore e non un pastore.
In ogni caso, un buon numero di poemi pastorali e canzoni raccontano l'amore di Inanna e Dumuzi il pastore. Un testo restaurato nel 1963 racconta "Il corteggiamento di Inanna e Dumuzi" con una terminologia tenera ed esplicitamente erotica.
Quindi Inanna (Ishtar nei testi accadici) parte alla volta del sottomondo, detto Kur, che era governato da sua sorella Ereshkigal, forse per reclamarlo come proprio. Inanna/Ishtar attraversa sette cancelli, e ad ognuno le viene richiesto di togliere un indumento o un ornamento così che al settimo cancello rimane completamente nuda. Nonostante gli avvertimenti sulla sua presunzione, Inanna/Ishtar non torna indietro ma osa sedersi sul trono di Ereshkigal. Immediatamente giudicata dagli Anunnaki del sottomondo, colpita dallo "sguardo della morte", viene appesa esanime ad un gancio.
La fida ancella di Inanna Ninšubur tenta di ottenere aiuto per lei dagli altri dei, ma solo il saggio Enki risponde. I dettagli del piano di Enki differiscono leggermente nei due racconti giunti fino a noi, ma la fine è che Inanna/Ishtar vive ancora. Ma una legge della "conservazione delle anime" richiede che trovi un sostituto per sé stessa nel Kur. Ella va da un dio all'altro, ma ognuno la prega di risparmiarlo ed ella non se la sente di procedere finché non trova Dumuzi/Tammuz seduto sul di lei trono, apparentemente soddisfatto della sua assenza. Inanna/Ishtar immediatamente scatena i demoni contro di lui. A questo punto i testi Accadici sostengono che Belili, sorella di Tammuz, mai prima nominata, si spogli dei suoi gioielli lamentandosi e implorando affinché il fratello ritorni dal mondo dei morti.
A questo punto c'è un po' di confusione, dato che il nome Belili è riportato anche nei testi Sumerici, ma non è il nome della sorella di Dumuzi, che è chiamata Geshtinanna, ma il nome di una vecchia donna che un altro testo chiama Biluli.
In ogni caso, i testi Sumerici riportano che Dumuzi fugge presso la sorella Geshtinanna che tenta di nasconderlo ma che non può alla fine affrontare i demoni. Dumuzi fugge da un posto all'altro con i demoni alle calcagna, finché finalmente essi lo catturano mentre è sotto la supposta protezione della vecchia chiamata Bilulu o Belili, e quindi lo conducono agli inferi. A questo punto Inanna si pente.
Inanna cerca di vendicarsi di Bilulu, del suo figlio assassino G̃irg̃ire e della di lui consorte Shirru "del deserto stregato, figlia di nessuno e di nessuno amica". Inanna muta Bilulu in una borraccia e G̃irg̃ire in un dio protettore del deserto mentre a Shirru viene assegnato il compito di vigilare sempre affinché i riti appropriati vengano eseguiti come protezione contro i rischi dell'attraversamento del deserto.
Infine, Inanna si calma e cambia il suo decreto restituendo suo marito Dumuzi alla vita; viene trovato un compromesso per cui Geshtinanna prenderà il posto di Dumuzi nel Kur per sei mesi all'anno.
Essendo Dumuzi/Tammuz il dio della vegetazione e del raccolto, questo corrisponde al cambio delle stagioni, dato che l'abbondanza delle messi diminuisce in sua assenza. Egli è un dio risorto, come l'egizio Osiride, Baal nel poema a lui dedicato nella letteratura ugaritica, Dioniso nella versione del mito in cui salva la madre Semele dall'oblio degli inferi e la porta con sé nell'olimpo, Adone venerato a Byblos.

### Un'interpretazione più antica
In base ai primi testi rinvenuti, si supponeva che la discesa di Inanna/Ishtar agli inferi avvenisse dopo la morte di Dumuzi/Tammuz piuttosto che prima e che il suo scopo fosse di soccorrerlo. Questa è la forma più familiare del mito, come appare nel testo "La discesa della dea Ishtar nel Sottomondo" di M. Jastrow, datato 1915, largamente reperibile in internet. Attraverso la scoperta di nuovi testi nel 1963 la storia assunse un fascino differente, nonostante la vecchia interpretazione sia ancora diffusa. A parte l'estesa epica "La Discesa di Inanna", un precedentemente sconosciuto "Corteggiamento di Inanna e Dumuzi" venne dapprima tradotto in inglese ed annotato dal sumerologo Noah Kramer e dalla studiosa di folklore Diane Wolkstein, e poi pubblicato nel 1983. L'amante di Inanna, il re-pastore Dumuzi, porta come dono nuziale secchi di latte, trasportandoli con un bastone sulle spalle.
Il mito di Inanna e Dumuzi fu il soggetto di un simposio a Lindisfarne (Northumberland, UK), pubblicato come La Storia di Inanna e Dumuzi: Dal Racconto Popolare alla Letteratura Civilizzata: Un Simposio a Lindisfarne. (relatore William Irwin Thompson, 1995).

## Il movimentoTammuzi
Alla divinità orientale, presa come simbolo della rinascita che segue alla morte cruenta, così come al suo omologo greco Adone, si è rifatto negli anni Cinquanta e Sessanta un importante movimento di avanguardia culturale araba, che ha preso le mosse dalle traduzioni di Jabra Ibrahim Jabra del Ramo d'oro di James Frazer e della Terra desolata di Thomas Stearns Eliot. Adone, adottato come nom de plume da uno dei più celebri tra gli autori tammuzi, Adonis, diviene quindi simbolo allo stesso tempo estetico e politico.